# Sepp Schmid
Sepp Schmid (* 13. Juli 1908 in Laupheim; † 8. Dezember 1992 in Biberach an der Riß) war ein deutscher Architekt.
Schmid studierte Architektur an der Technischen Hochschule Stuttgart bei Paul Bonatz. Er unternahm viele Studienreisen, unter anderem in die Türkei, nach Ägypten, Marokko, Kanada und in die USA.
Von 1931 bis 1933 war er als Bauleiter, von 1936 bis 1943 zunächst in mehreren Architekturbüros und schließlich als freier Architekt tätig. Nach dem Militärdienst war er 1946–1949 Stadtbaurat in Biberach an der Riß und 1950–1951 Stadtbaurat in Schwenningen. Ab 1951 arbeitete er als freier Architekt mit Büros in Biberach an der Riss und Köln-Mülheim.
Von ihm stammen zahlreiche Wohn- und Geschäftshäuser, Kirchen, Schulen und Kindergärten in Oberschwaben. Darüber hinaus plante und baute er Verwaltungs- und Industriebauten für die Bayer AG in Leverkusen, Elberfeld und Dormagen, für die Agfa-Camera-Werke München und die württembergischen Energieunternehmen Energie-Versorgung Schwaben, Ueberlandwerk Jagstkreis und Mittelschwäbische Überlandzentrale.